# Yukon-Charley Rivers National Preserve
La Yukon-Charley Rivers National Preserve est une aire protégée américaine dans les régions de recensement de Southeast Fairbanks et Yukon-Koyukuk, en Alaska. Cette réserve nationale créée le 1er décembre 1978 protège 10 220 km2. Elle est gérée par le National Park Service.

## Description
La réserve englobe 208 km des 3100 km du fleuve Yukon et l’ensemble du bassin de la rivière Charley. La majorité de la réserve est constituée de taïga. Les grands mammifères sont le loup, l’ours noir, l’élan, le caribou et le mouflon de Dall. Les principales espèces de saumons dans la partie du Yukon qui se trouve dans la réserve sont le saumon quinnat, le saumon coho et le saumon chum.